# 인원왕후
인원왕후 김씨(仁元王后, 1687년 10월 24일(음력 9월 29일) ~ 1757년 5월 2일(음력 3월 26일))은 조선 숙종의 두 번째 계비이다. 본관은 경주(慶州), 휘호는 혜순자경헌렬광선현익강성정덕수창영복융화휘정정운정의장목인원왕후(惠順慈敬獻烈光宣顯翼康聖貞德壽昌永福隆化徽靖正運定懿章穆仁元王后)이다. 경은부원군 김주신과 가림부부인 조씨의 딸이다.

## 생애
1687년 11월 3일(음력 9월 29일)에 태어났다. 인현왕후의 승하 이후 1702년(숙종 28) 10월 3일에 15세의 나이로 숙종의 세 번째 왕비로 책봉되었다.
경종이 즉위한 이후에는 왕대비가 되었고, 영조 즉위 이후에는 대왕대비가 되었다. 소론의 딸이었지만 남편 숙종의 사후 노론으로 당색을 바꿨다.
초기에는 천연두, 홍역, 치통, 종기 등을 앓았다는 기록이 있다.
후궁인 숙빈 최씨, 영빈 김씨와 가깝게 지냈으며 숙빈 최씨 소생인 연잉군을 지지해 왕세제 책봉에 결정적인 역할을 하였고 연잉군이 역모의 주범으로 용의선상에 오르자 몸소 보호하였다.
경종 원년(1721년)에는 영조를 왕세제로 등극시키고, 양자로 입적했다.
인원왕후는 영조가 임금으로 즉위하는 과정에서 결정적인 인물로 활약하였으며, 그의 방패막이 되어준다.

## 말년
영조의 효도와 며느리인 정성왕후의 호강을 받았으며, 정성왕후가 64세로 승하하고 약 한달 후인 1757년 5월 13일 (음력 3월 26일) 창덕궁 영모당에서 69세로 승하했다.
무덤은 서오릉의 하나인 명릉(明陵)이며 숙종, 인현왕후와 함께 묻혀있다.
《션균유사》, 《션비유사》, 《뉵아육장》 등의 한글 저서를 남겼다.

## 성격
매사에 엄격하고 강한 결단력으로 조선 후기 궁중의 법도를 바로잡았으며, 그 예로 곡좌 (모로 좌우로 꺾어 앉는 예법)의 예법을 몸소 실천하였다는 것으로 전해진다.

## 가족 관계
- 친조부: 김일진(金一振, 1633 ~ 1665)
- 친조모: 풍양 조씨(豊壤 趙氏, 1633 ~ 1685)
  - 아버지: 경은부원군(慶恩府院君) 김주신(金柱臣, 1661 ~ 1721)
- 외조부: 조경창(趙景昌, 1634 ~ 1694)
- 외조모: 한산 이씨(韓山 李氏)
  - 어머니: 가림부부인(嘉林府夫人) 임천 조씨(林川 趙氏, 1660 ~ 1731)
    - 언니: 전의인 목사 이징해(牧使 李徵海)의 아들 금산군수 이덕린(錦山郡守 李德鄰)과 혼인
    - 여동생: 증 정부인 경주 김씨(贈 貞夫人 慶州 金氏)
    - 제부: 파평인 호조정랑 증 이조참판 윤부(戶曹正郞 贈 吏曹參判 尹扶)의 아들 의금부도사 윤면교(義禁府都事 尹勉敎, 1691∼1766)
    - 남동생: 호조참의 증 좌찬성 김후연(戶曹參議 贈 左贊成 金後衍, 1694~1735)
    - 올케: 부사 윤항(尹沆)의 딸 해평 윤씨(海平 尹氏)
    - 남동생: 돈령사복시주부 김구연(敦寧司僕寺主簿 金九衍, 1699∼1743)
    - 올케: 현령 박필구(縣令 朴弼耉)의 딸 반남 박씨(潘南 朴氏)

  - 서모: 미상
    - 서제: 현감 김가연(縣監 金可衍, 1703~?)
    - 올케: 창녕 성씨(昌寧 成氏)
    - 서제: 지사 김내연(知事 金乃衍, 1708~?)
    - 올케: 청주 경씨(淸州 慶氏)
    - 서매: 능성인 구홍좌(具弘佐)와 혼인
- 남편: 숙종(肅宗, 1661 ~ 1720)

## 인원왕후가 등장하는 작품

### 드라마
- MBC 《조선왕조 오백년 한중록》 (1988~1989) ... 강부자
- MBC 《대왕의 길》 (1998) ... 김용림
- MBC 《동이》 (2010) ... 오연서
- SBS 《해치》 (2019) ... 남기애

### 영화
- 《사도》 (2015) ... 김해숙